# Пылка
Пылка — река в России, протекает по Бежаницкому району Псковской области. Впадает в озеро Цевло (из которого вытекает река Цевла). Около устья протекает через озеро Деревенец. Длина реки составляет 23 км, площадь водосборного бассейна 114 км². Недалеко от места впадения в озеро Деревенец ширина реки — 30 метров, глубина — 3 метра. Высота устья — 92,7 м над уровнем моря.
Река соединяется каналами с рекой Ревка (приток Уды), принадлежащей бассейну Великой и Нарва

## Данные водного реестра
По данным государственного водного реестра России относится к Балтийскому бассейновому округу, водохозяйственный участок реки — Ловать и Пола, речной подбассейн реки — Волхов. Относится к речному бассейну реки Нева (включая бассейны рек Онежского и Ладожского озера).
Код объекта в государственном водном реестре — 01040200312102000023926.